# Kostroma
 For alternative betydninger, se Kostroma (flertydig). (Se også artikler, som begynder med Kostroma)
Kostroma (russisk: Кострома́, tr. Kostroma) er en flod i Kostroma oblast i Rusland. Kostroma er en venstre biflod til Volga. Floden er 354 km lang, med et afvandingsareal på 16 000 km².
Floden har udspringer i Galitsjhøjene nord for Soligalitsj, og udmunder i Volga ved byen Kostroma. Kostroma fryser til i november og tør igen i april eller tidlig i maj.